# Góra Gliniasta
Góra Gliniasta – wzniesienie o wysokości 75 m n.p.m., zlokalizowane na terenie Puszczy Noteckiej, na południowy zachód od leśniczówki Dębogóra w gminie Wronki.
Odosobnione wzniesienie powstało jako wypiętrzenie przez lądolód zalegających płytko pod powierzchnią ziemi iłów plejstoceńskich. Były one pozostałością znajdującego się ponad milion lat temu na polskich nizinach jeziora plejstoceńskiego, które ustąpiło tworząc płaską równinę, następnie naruszoną przez lądolód ostatniego zlodowacenia. Stoki wzgórza porośnięte są borem sosnowym, a wierzchołek stanowi niewielka łąka.